# Coccophagus margaritatus
Coccophagus margaritatus — вид перетинчастокрилих комах родини Aphelinidae. Вид поширений у Південній Африці. Паразитує на псевдощитівках Ceroplastes eugeniae. 
Відкладає яйця на самиць, що ведуть нерухливий спосіб життя. Личинки з'їдають жертв заживо.